# 8112 Cesi
8112 Cesi este un asteroid din centura principală de asteroizi.

## Descriere
8112 Cesi este un asteroid din centura principală de asteroizi. A fost descoperit pe 3 mai 1995 la observatorul astronomic Santa Lucia din Stroncone. Asteroidul prezintă o orbită caracterizată de o semiaxă mare de 2,98 ua, o excentricitate de 0,07 și o înclinație de 5,4° în raport cu ecliptica.